# Archidiecezja Cosenzy-Bisignano
Archidiecezja Cosenzy-Bisignano–włoska archidiecezja rzymskokatolicka. Powstała w 700 jako diecezja. Archidiecezja od 1059, siedziba metropolii od 1179. W 1818 utraciła status metropolitalny. Pod obecną nazwą od 1986. Od 2001 ponownie siedziba metropolii.

## Ordynariusze

### Archidiecezja Cosenzy
- Niccolò Brancaccio (1377–1379)
- Giovanni d’Aragona (1481–1485)
- Carlo Domenico del Carretto (1489–1491)
- Battista Pinelli (1491–1495)
- Bartolomeo Flores (1495–1497)
- Ludovico Agnelli (1497–1499)
- Francisco de Borja (1499–1511)
- Giovanni Ruffo de Theodoli (1511–1527)
- Niccolò Gaddi (1528–1535)
- Taddeo Gaddi (1535–1561)
- Francesco Gonzaga (1562–1565)
- Francesco Milesio (1565–1568)
- Flavio Orsini (1569–1573)
- Andrea Matteo Acquaviva d’Aragona (1573–1576)
- Fantino Petrignani (1577–1585)
- Silvio Passerini (1585–1587)
- Giovanni Evangelista Pallotta (1587–1591)
- Giovanni Battista Costanzo (1591–1617)
- Paolo Emilio Santori (Santorio) (1618–1624)
- Giulio Antonio Santoro (1624–1638)
- Martino Alfieri (1639–1641)
- Antonio Ricciulli (1641–1643)
- Alfonso Maurelli (Castiglion Morelli) (1643–1649)
- Giuseppe Sanfelice (1650–1660 )
- Gennaro Sanfelice (1661–1694)
- Eligio Caracciolo, C.R. (1694–1700)
- Andrea Brancaccio, C.R. (1701–1725)
- Vincenzo Maria d’Aragona, O.P. (1725–1743)
- Francesco Antonio Cavalcanti, C.R. (1743–1748)
- Michele Maria Capece Galeota, C.R. (1748–1764)
- Antonio D'Afflitto, C.R. (1764–1772)
- Gennaro Clemente Francone (1772–1792)
- Raffaele Mormile, C.R. (1792–1803)
- Vincenzo Nicola Pasquale Dentice, O.S.B. (1805–1806)
- Domenico Narni Mancinelli (1818–1832)
- Lorenzo Pontillo (1834–1873)
- Camillo Sorgente (1874–1911)
- Tommaso Trussoni (1912–1934)
- Roberto Nogara (1934–1940)
- Aniello Calcara (1940–1961)
- Domenico Picchinenna (1961–1971)
- Enea Selis (1971–1979)

### Archidiecezja Cosenzy i Bisignano
- Dino Trabalzini (1980–1998)

### Archidiecezja Cosenzy-Bisignano
- Giuseppe Agostino (1998–2004)
- Salvatore Nunnari (2004–2015)
- Francescantonio Nolè, O.F.M. Conv. (2015–2022)
- Giovanni Checchinato (od 2023)